# Sergent
Pour les articles homonymes, voir Sergent (homonymie).
Le sergent (du latin serviens, « qui sert ») est un grade militaire de différents corps militaires et civils du monde.

## Belgique
Dans les forces armées belges, ce grade est le premier de la hiérarchie des sous-officiers subalternes dans la composante terre, composante air et dans la composante médicale. Dans la composante marine, son équivalent est le Second maître.
Dans les unités traditionnellement montées, telle que la Cavalerie, l'Artillerie et certaines unités de la Logistique ou de l'ancienne gendarmerie belge, le titre d'usage est Maréchal des Logis, les porteurs de ce grade étant appelé « Logis ».
Dans la composante terre, le grade de sergent est constitué de trois chevrons argentés appointés vers le haut avec un espace légèrement plus important pour le plus élevé (ces chevrons sont gris sur les galons à basse visibilité).
Le grade de sergent est également présent chez les sapeurs-pompiers belges ainsi qu'à la protection civile.

## Canada
Ne doit pas être confondu avec sergent-major.

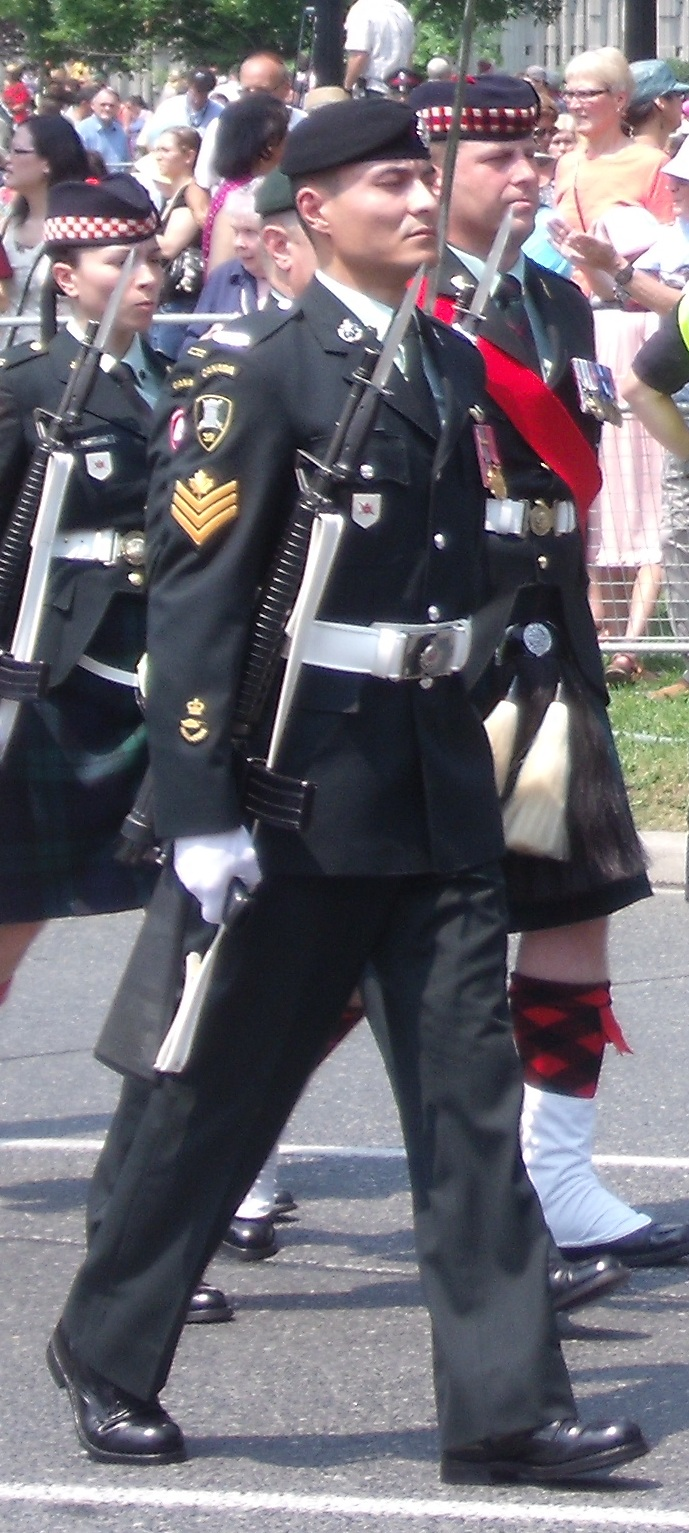
Un sergent de l'Armée canadienne durant une parade

Dans l'Armée canadienne et dans l'Aviation royale du Canada des Forces armées canadiennes, le sergent est le cinquième grade des sous-officiers après celui de caporal-chef et avant celui d'adjudant. Le sergent est généralement un commandant de section dans un peloton, d'une troupe ou d'une escadrille. Il est aussi souvent employé à titre d'instructeur. L'insigne est composé de trois chevrons et d'une feuille d'érable. Dans l'Armée canadienne, l'insigne est doré tandis que, dans l'Aviation royale du Canada, il est argenté. Son équivalent dans la Marine royale canadienne est le grade de maître de deuxième classe.
| Précédé par Caporal-chef | Sergent | Suivi par Adjudant |

## États-Unis
Aux États-Unis, indépendamment de l'utilisation de ce grade dans trois des cinq composantes des Forces armées des États-Unis (United States Army, United States Marine Corps, United States Air Force), le grade de sergent (sergeant) existe également :
- dans la hiérarchie des forces de police de plusieurs métropoles telles que Atlanta, Chicago, Dallas, Houston, Los Angeles, comté de Miami-Dade, La Nouvelle-Orléans, New York (ville) et État de New York, Philadelphie, San Diego et Seattle ;
- dans la hiérarchie des gardiens de prison.

## France
Le sergent est le premier grade de sous-officier de l'Armée de terre, de l'Armée de l'air et de l'espace et des formations de sapeurs-pompiers civils et militaires.
Il est nommé maréchal des logis dans les armes montées de l'Armée de terre, ainsi qu'également dans le Corps de soutien technique et administratif de la Gendarmerie nationale (CSTAGN) et du corps des gendarmes adjoints volontaires (GAV) de la Gendarmerie nationale.
Le grade de sergent (ou de maréchal des logis) correspond au grade de second maître dans la Marine nationale. Il est précédé par le grade de caporal-chef (ou de brigadier-chef dans les armes montées) et suivi par le grade de sergent-chef (ou de maréchal des logis-chef dans les armes montées).

## Suisse
Le grade de sergent (abrégé sgt) (en allemand Wachtmeister) est le second grade des sous-officiers de l’armée suisse. Il est au-dessus du caporal et au-dessous du sergent-chef.

Insigne de grade de sergent de l'armée suisse

Avant la réforme d’Armée XXI (2004), le grade de sergent équivalait à celui du sergent-chef actuel. Il pouvait être le remplaçant du chef de section (comme actuellement le sergent-chef) ou de celui du sergent-major d’unité (l’actuel sergent-major chef).
Depuis, le grade de sergent correspond à la fonction de chef de groupe (auparavant tenue par le grade de caporal).

## Sergents ou Maréchaux de logis célèbres
- Samuel de Champlain
- Sergent Bourgogne
- Quatre sergents de La Rochelle
- J.D. Salinger[2]
- Sergent Hoff
- Joseph Foulfoin[3].

Dans la fiction :
- Sergent Garcia, dans Zorro
- Sergent instructeur Hartman.